# Dicyclodes turneri
Dicyclodes turneri là một loài bướm đêm trong họ Geometridae.